# Robert Eric Guglielmone
Robert Eric Guglielmone (nacido el 30 de diciembre de 1945) es un obispo prelado estadounidense de la Iglesia católica. Actualmente es el decimotercer obispo de la diócesis de Charleston en Estados Unidos.